# Thriller (revue)
Pour les articles homonymes, voir Thriller.
Thriller est une revue bimestrielle française publiée par les éditions Campus, de 1982 à 1984, comptant seize numéros, et consacrée à la littérature policière. Elle était basée à Bayonne.

## Histoire
Robert Fèbvre, créateur des éditions Campus et des revues Ère Comprimée et Fantastik, bimestriels consacrés à la science fiction et au fantastique, lance en janvier 1982, à l’initiative de son rédacteur en chef Charles Moreau, la revue Thriller. Sous-titré « action, mystère, suspense, angoisse », vendu dans les kiosques au prix de 12 F, Thriller prend dès le départ l’option de se démarquer des revues policières de l’époque en reflétant les évolutions du genre.
Jusqu’au no 9 (mai-juin 1983), Thriller privilégie les mélanges de genres, en mettant en avant le fantastique, l’horreur et le récit à catastrophe. Thriller publie ainsi des nouvelles à suspense d’auteurs américains et français appartenant tout aussi bien au genre policier qu’à la science fiction et au fantastique, comme Leigh Brackett, Avram Davidson, William Irish, A. E. van Vogt, Gordon R. Dickson, Stephen King ou encore Gene Wolfe.
Outre les nouvelles, la revue comporte des bandes dessinées en noir et blanc, des notes de lecture et des articles de fond. Parmi les collaborateurs assidus de la revue figurent Richard D. Nolane, Michèle Valencia, Jean-Pierre Pugi, Gilbert Gallerne, Claude Ecken, Roger Martin et Marie-Thérèse Naudon.
À la parution du neuvième numéro, des problèmes surgirent avec les agences littéraires et les collaborateurs qui n’étaient plus payés. Robert Fèbvre, sans Charles Moreau, publia sept autres numéros, avec des nouvelles françaises et sous une présentation plus réduite.
La revue disparaît fin 1984, après seize numéros, auxquels il convient d’ajouter trois recueils réunissant les neuf premiers magazines.
Thriller  a publié des textes d’auteurs encore peu connus à l’époque ou restés jusque-là inédits en France. 

## Numéros de la revue
Les numéros de la revue étaient volontairement non datés, afin de les garder le plus longtemps possible en vente auprès des distributeurs et des lecteurs,,.

### Première formule (21 × 27cm, 68 p.)
- n° 1 (janv.-févr. 1982) ;
- n° 2 (mars-avr. 1982) ;
- n° 3 (mai-juin 1982) ;
- n° 4 (juill.-août 1982) ;
- n° 5 (sept.-oct. 1982) ;
- n° 6 (nov.-déc. 1982) ;
- n° 7 (janv.-févr. 1983) ;
- n° 8 (mars-avr. 1983) ;
- n° 9 (mai-juin 1983).

### Seconde formule (13,5 × 18,5cm, 132 p.)
- n° 10 (sept.-oct. 1983) ;
- n° 11 (nov.-déc. 1983) ;
- n° 12 (janv.-févr. 1984) ;
- n° 13 (mars.-avr. 1984) ;
- n° 14 (mai-juin 1984) ;
- n° 15 (juill.-août 1984) ;
- n° 16 (sept.-oct. 1984).

## Sources
1. ↑  « Charles Moreau », sur Babelio (consulté le 18 juillet 2020)
2. ↑  Les dates ont été communiquées par Charles Moreau.
3. ↑  « pf comic Thriller Editeur Campus Editions   Dessinateur », sur www.comicbd.fr (consulté le 18 juillet 2020)
4. ↑  « La Database BD du Loup - Famille GF D�tails s�rie Thriller (1) », sur www.dlgdl.com (consulté le 18 juillet 2020)